# Acanthopagrus latus
Acanthopagrus latus es una especie de peces de la familia Sparidae en el orden de los Perciformes.

## Morfología
• Los machos pueden llegar alcanzar los 50 cm de longitud total.

## Distribución geográfica
Se encuentra desde las  costas del Golfo Pérsico hasta las de la India, Filipinas, Japón y Australia.